# Elisabeth Tornøe
Karen Elisabeth Tornøe (født Blumer den 18. september 1847 i Horsens, død 1. august 1933 i Frederikssund) var en dansk maler, gift med maleren Wenzel Tornøe 18. juli 1876 i Horsens.
Hun var datter af købmand Samuel Blumer og Bolette Marie Abigael født Wendelboe og modtog undervisning i i tegning og perspektivlære ved Horsens Tekniske Skole. Som maler var hun autodidakt, bortset fra efterfølgende vejledning af Wenzel Tornøe. I 1879 besøgte foretog ægteparret en studierejse til Italien.
Elisabeth Tornøe stod som mange andre af tidens kvindelige kunstnere i skyggen af deres mand, og derfor er hendes kunst sparsom og svær at bestemme stilistisk. Den følger tidens stilpræg. I 1874 udstillede hun som den sidste kvindelige kunstner anonymt på Charlottenborg Forårsudstilling, hvilket i kataloget betegnedes som "Ubenævnt". I årene 1884, 1885, 1892 og 1893 udstillede hun atter på Forårsudstillingen og trådte nu frem under eget navn. I 1895 medvirkede hun på Kvindernes Udstilling i Den Fries Udstillingsbygning i København med Portræt af en gammel Mand. Efter 1895 malede hun kun privat.

Kunstnerægteparret er begravet på Solbjerg Parkkirkegård.

## Værker
- (udstillet 1874), En åben smykkeæske
- (udstillet 1884), Ved barnets sygeleje
- (udstillet 1884 og 1885), Portræt af en gammel mand
- 1885, I forlovelsestiden, Brandts, FKM/282
- (udstillet 1895), Interiør